# アルバリーニョ
アルバリーニョ（ガリシア語: Albariño: ガリシア語発音: [alβaˈɾiːɲo], ポルトガル語: Alvarinho: ポルトガル語: [aɫvaˈɾiɲu]）は、主にイベリア半島で栽培されている白ブドウ品種。原産地はスペイン・ガリシア地方。
ガリシア語ではAlbariño、ポルトガル語ではAlvarinhoと表記し、いずれも日本語では「アルバリーニョ」と読む。ポルトガルではカイーニョ・ブランコと呼ばれることもある。

## 特徴
ブドウ畑で栽培した場合には一般的に、1株で30-40の芽を得るためには大きな天蓋で蔓棚を作ることを必要とする。高温多湿の環境でよく育つ。アルバリーニョはアプリコットやモモを想起させる独特の香りを持ち、ヴィオニエ種、ゲヴュルツトラミネール種、プティ・マンサン種などに似ているとされる。アルバリーニョを用いたワインはとても軽やかで、一般的に酸度が高く、アルコール度数は11.5%-12.5%である。果皮は厚く、種子が多いのが特徴であり、これらがワインに苦みをもたらすことがある。

## 歴史
現地でアルバリーニョは、フランス＝ドイツ国境地域にあるアルザス地方に起源を持つリースリング種のクローンであると考えられてきた。ブドウ品種としてのリースリング種の最古の記録は15世紀にまで遡る。また、アルバリーニョはフランスのプティ・マンサン種と近い関係にあることが理論化されている。ポルトガルのマデイラ諸島で栽培されているアルバリーニョ・リラス種とは異なる。
20世紀初頭、アルバリーニョはポプラの樹の幹の周囲に植えられるか、他の作物の畑の縁に沿って植えられる程度の品種だった。しかし20世紀中頃には、アルバリーニョの生産者は大規模な投資を行い、アルバリーニョは一流のブドウ品種となった。

## 栽培地域

原産地であるスペイン・ガリシア州

### スペイン
スペインではガリシア州のリアス・バイシャス地区にあるリアス・バイシャス (DO)でアルバリーニョが多く栽培されており、特にカンバードスの村に多い。1985年頃まではスペイン・ガリシア地方でもポルトガル同様にブレンド用とすることが一般的だったが、1986年かは試験的に単一醸造品種化が試みられ、国内外で単一醸造品種として認められ始めた。「爽やかで豊かな熟した果実の香りを好む、ヨーロッパ、アメリカ、その他の地域のワイン愛好家の味覚に合った」、ミーニョ川を挟んだポルトガルとはまったく異なるワインが生産されている。

### ポルトガル
ポルトガルのヴィーニョ・ヴェルデ地方でもアルバリーニョは一般的だが、モンサオンとメルガーソでのみ栽培が認可されている。リベイロ、リマ、ブラガ、バルデオーラスなどの地域ではブレンド用品種として栽培され、ロウレイロ種、ゴデージョ種、カイーニョ種、アリント種、トレイシャドゥーラ種などとブレンドされる。

### 新世界
今日、アルバリーニョはアメリカ合衆国・カリフォルニア州のいくつかの地域でも栽培されており、サンタバーバラ郡のサンタ・イネズ・ヴァレー、セントラル・ヴァレーのデルタ区域にあるクラークスバーグ、サン・パブロ湾北部のロス・カーネロスなどで栽培されている。
近年にはオーストラリアでもアルバリーニョが人気を集めていたが、2008年にフランスの専門家がオーストラリアを訪れ、この地で栽培されている品種に疑問を提起した。その後、アルバリーニョだとされていたブドウの樹のDNA検査が行われ、実際にはフランスのサヴァナン種であることが判明した。オーストラリアにおいてアルバリーニョとして売られているほぼ全てのワインはサヴァナンである。

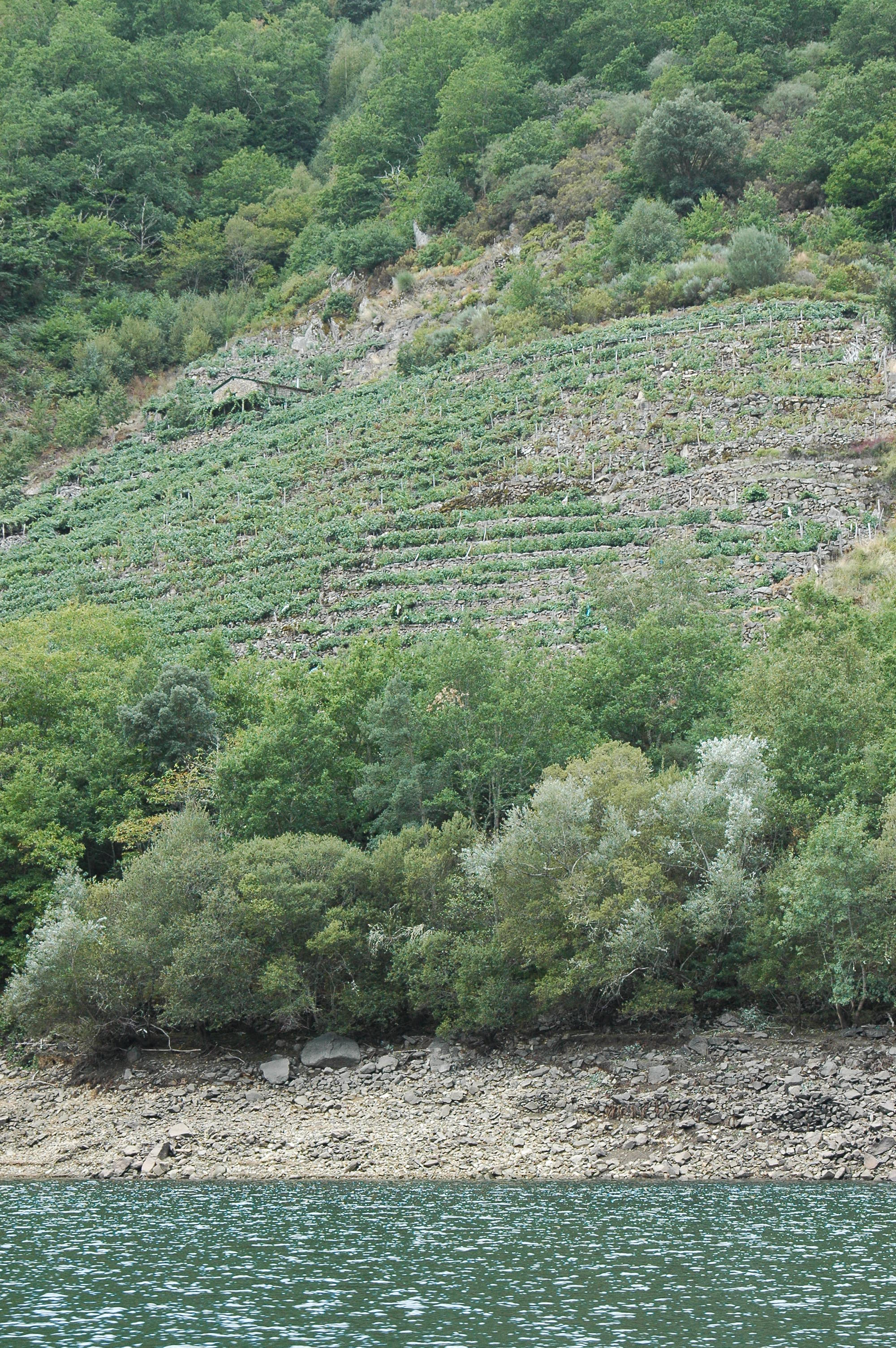
ガリシア州のオウレンセ近郊で栽培されているアルバリーニョ
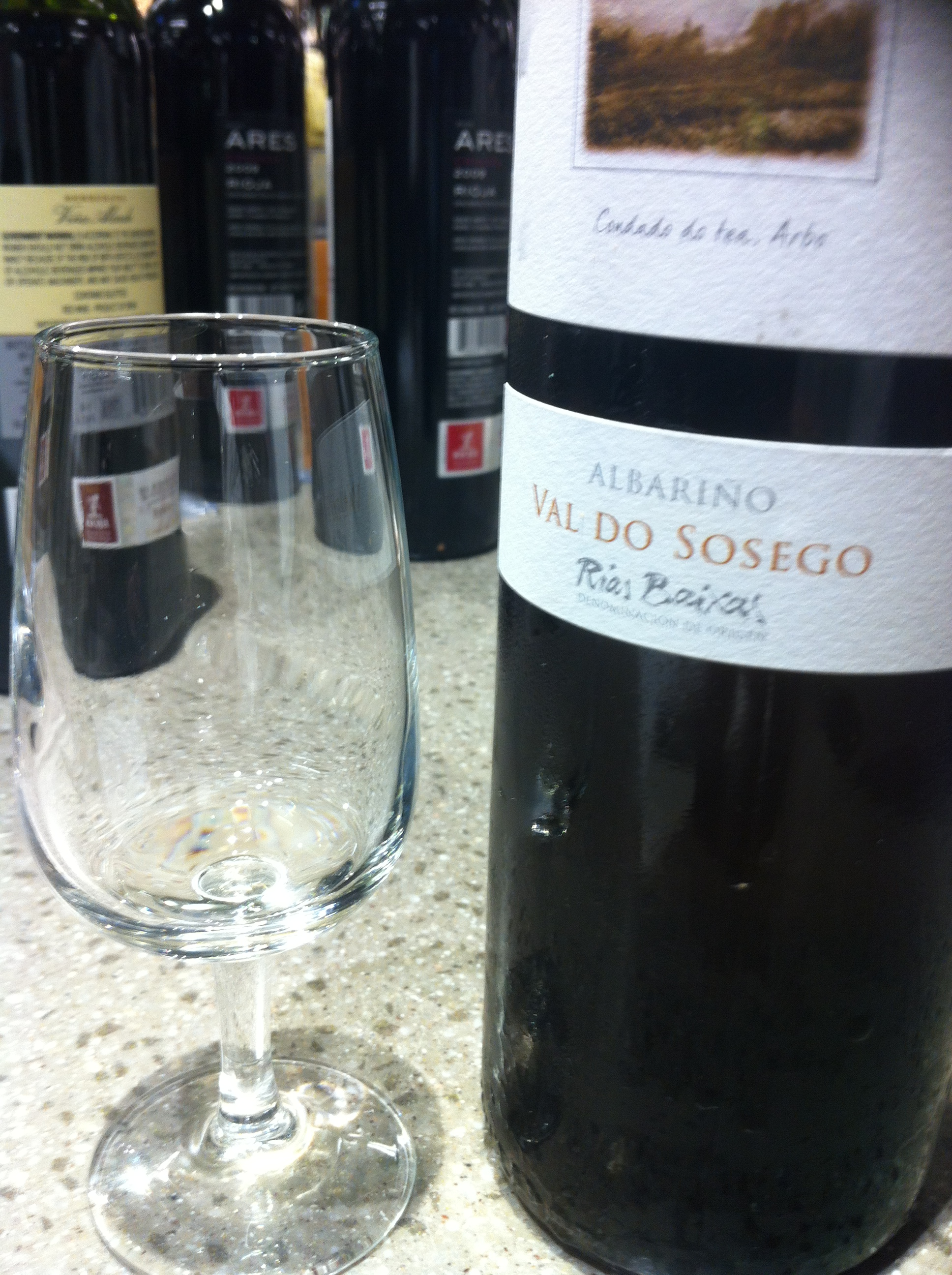
アルバリーニョのボトル
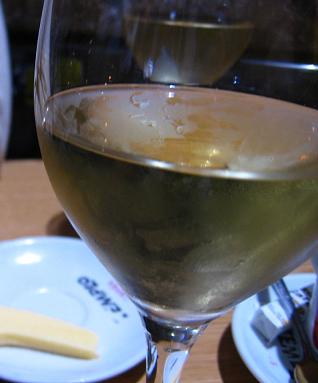
アルバリーニョのワイン

## 別名
アルバリーニョ別名としては、アルバリーニャ、アルバリン・ブランコ、アサル・ブランコ、ガレーゴ、ガレギーニョなどがある